# Ochthebius puncticollis
Ochthebius puncticollis är en skalbaggsart som beskrevs av Leconte 1852. Ochthebius puncticollis ingår i släktet Ochthebius och familjen vattenbrynsbaggar. Inga underarter finns listade i Catalogue of Life.